# Прероденият дракон
Прероденият дракон (на английски: The Dragon Reborn) е трети том на фентъзи поредицата „Колелото на Времето“ от американския автор Робърт Джордан. Издадена е от Tor Books на 15 октомври 1991 г. и се състои от пролог и 56 глави.

## Сюжет

### От Мъгливите планини до Тийр
Ранд ал-Тор, обявен за Преродения Дракон от Моарейн Дамодред в края на предишния том, „Великият лов“, тайно напуска шиенарския лагер в Мъгливите планини, за да отиде в Тийр и да докаже, че е Драконът. По пътя си той е преследван от Мракохръти и Мраколюбци.
Мин напуска лагера по заповед на Моарейн, за да докладва на Амирлин събитията. Моарейн, Лан Мандрагоран, Лоиал и Перин Айбара тръгват след Ранд. По пътя срещат Ловкиня на Рога, Зарийн Башийр, която по-късно сменя името си на Файле Башийр. Групата се бие срещу Мракохръти и открива, че в Иллиан действителната власт е в ръцете на Отстъпника Самаил, приел името лорд Бренд.

### От Тар Валон до Тийр
Мат Каутон е отведен в Тар Валон от Верин Матуин, Нинив ал-Мийра, Егвийн ал-Вийр, Елейн Траканд и Хюрин. Жените се сблъскват с Чедата на Светлината преди да влязат в едно от селата, свързано с Тар Валон чрез мост. Веднага след пристигането им в града Хюрин отново тръгва на път, за да докладва на крал Еазар Шиенарски и на останалите крале на Граничните земи.
Амирлинският трон, Сюан Санче, поставя на Нинив, Егвийн и Елейн задачата да тръгнат по следите на Черната Аджа. Те намират следа, която ги праща към Тийр.
В Бялата кула, след като Айез Седай използват мощен ша-ангреал върху него, Мат е окончателно Изцелен от заразата на рубинената кама от Шадар Логот. Веднъж излекуван, Мат побеждава Галад Дамодред и Гавин Траканд едновременно по време на учение, използвайки дървена тояга. С това печели достатъчно пари, за да играе на зарове и да избяга от Тар Валон. Елейн му доверява писмо до майка си, кралица Мургейз, обясняващо, че щерката-наследница трябва да напусне Бялата кула за известно време. Мат открива Том Мерилин в един хан. Двамата напускат Тар Валон и пътуват до Андор, където Мат предава писмото и научава за заговор от страна на любовника на Мургейз, лорд Гебрил, целящ убийството на Елейн. За да предотврати това, Мат се спуска по следите на жените, които вече са по пътя си към Тийр.

### В Тийрския Камък
В Тийр Нинив, Егвийн и Елейн са неволно предадени от Джюилин Сандар (ловец на крадци, намиращ се под Принудата на Лиандрин) на Черната Аджа и са затворени в Тийрския Камък, където са спасени от Мат и разкаялия се Джюилин. Файле попада в капан, поставен от Черната Аджа за Моарейн, и Перин рискува живота си в Света на сънищата, за да я спаси.
Ранд и Отстъпникът Бе-лаал водят битка в Камъка. Моарейн прекъсва битката и убива Отстъпника с белфир, гибелния плам. Появява се Баал-замон, който засланя Моарейн и напада Ранд. Ранд взема Каландор, с което доказва, че е Прероденият Дракон, и убива Баал-замон с него. Той мисли, че е убил Тъмния, вярвайки, че Баал-замон е негово проявление, но Моарейн му казва, че Тъмният не е човек и затова не може да е бил Баал-замон, защото той е оставил труп. Егвийн, спомняйки си фрагмент от пророчество, прочетено ѝ от Верин Седай, предполага, че по всяка вероятност тялото е на Отстъпника Ишамаел, главен сред Отстъпниците. Народът Айил вече е превзел Камъка и разкриват с това, че са Народът на Дракона, с което изпълняват пророчеството.